# 日EU戦略的パートナーシップ協定
日EU戦略的パートナーシップ協定（日EU・SPA、英語: Strategic Partnership Agreement between the European Union and its Member States, of the one part, and Japan）は、日本と欧州連合間における、政治やグローバル課題その他の分野別協力による政治・外交・社会関係の緊密化を目的とする拘束力を有する協定として合意されたものである。貿易などの経済活動の自由化による連携強化を目的とする日本・EU経済連携協定（EPA）とは別の協定であるが、EUは、第三国との関係強化において、政治分野のSPAと経済分野のEPA／FTAを並行して交渉し、その締結を目指してきており、両者は相互補完的な協定とされている。この協定は、欧州連合加盟国の国内領域の権限（欧州連合に委譲していない権限）に属する領域が含まれるため、協定の当事者は、日本と欧州連合のみではなく、欧州連合の各加盟国も当事者になっている。日本法においては、国会承認を経た「条約」であり、日本国政府による日本語の正式な題名は「日本国と欧州連合及び欧州連合構成国との間の戦略的パートナーシップ協定」、法令番号は令和6年条約第10号である。

## 署名までの経緯
2011年5月28日、菅直人首相とEUのヘルマン・ファン・ロンパウ欧州理事会議長およびジョゼ・マヌエル・ドゥラン・バローゾ欧州委員会委員長との、第20回日EU定期首脳協議において、日EU関係のあらゆる側面を強化する方途として、「政治，グローバル，その他の分野別協力を包括的に対象とし，（中略）拘束力を有する協定」（後のSPA）及び経済連携協定（EPA）についての並行した交渉のためのプロセスを開始することに合意。
2013年4月、日本と欧州連合の戦略的パートナーシップ協定交渉が開始された。なお、協定の名称については従来日本側は「政治協定」、EU側は「枠組み協定」と呼称していたが、第1回交渉会合において、第2回交渉会合以降は、暫定的に「戦略的パートナーシップ協定（SPA）」とすることで日EU間で一致していたが、最終的にそのまま正式名称になった。
その後、2017年6月までEPAと並行して13回の交渉会合が行われた。
その結果日EUEPAと同時期の2017年7月に大枠合意、2018年2月に合意がされた。交渉妥結を受け、EU側においては、2018年4月27日付けで、欧州委員会から欧州理事会に対して協定の署名の署名について提案がされた。欧州委員会の決定に基づき2018年6月15日づけ理事会決定により協定署名及び協定の発効までの暫定適用の通報が決定された。
SPA協定の署名は、EPA協定と同時に当初2018年7月11日にブリュッセルで開催される予定だった日EU首脳協議において行われる予定とされていた。しかし西日本を中心にした平成30年7月豪雨により甚大な被害が広範囲に拡大したことを受け、安倍晋三首相の訪欧が取りやめになったことにより延期され、7月17日に東京で開催される日EU首脳協議において署名されることになった。
協定の署名については、日本側は、2018年7月17日の閣議で決定され、17日の第25回日EU定期首脳協議において、安倍晋三首相、ドナルド・トゥスク欧州理事会議長及びジャン＝クロード・ユンカー欧州委員会委員長との間で協定の署名がされた。署名後、協定の条文（日本語、英語）が外務省HPに掲載され公表された。また協定の通報とともにEUから日本へ暫定適用に関する通告がされた。

## 協定の概要
日EU・SPAは、「民主主義，法の支配，人権等の基本的価値を共有する日本とEUが，幅広い分野における協力の方向性を規定することにより，円滑な連携・協力を促進し，日EU関係全体の強化を図ること」を目的としている。
約50の分野における日EU間の協力の促進及び対話の強化について規定しており、主要項目は、つぎのようになっている。
- 世界の平和と安全の促進
- 幅広い経済・科学技術関連分野における協力
- 宇宙，海洋，サイバー，環境，エネルギー，保健等のグローバル課題における協力
- テロ及び国際犯罪の対策強化
- 持続可能な開発と貧困削減のための開発協力，防災及び人道支援・災害救援分野での協力
- 教育・青年・スポーツに関する協力・人的交流，視聴覚分野を含む文化交流促進[8]

## 国内手続

### 日本
2018年11月6日の閣議で、「日本国と欧州連合及び欧州連合構成国との間の戦略的パートナーシップ協定の締結について国会の承認を求めるの件」が決定され、同日衆議院へ提出された。協定実施に伴う法改正は必要としない。
協定の承認案件は、11月20日に衆議院本会議で趣旨の説明が行われ、同日外務委員会に付託され、11月28日に外務委員会で、11月29日に衆議院本会議で可決され、参議院へ送付された。賛成会派は、自由民主党、立憲民主党・市民クラブ、国民民主党・無所属クラブ、公明党、無所属の会、日本維新の会、社会民主党・市民連合、希望の党、未来日本及び自由党、反対会派は、日本共産党であった。
参議院においては12月3日に外交防衛委員会に付託され、12月6日に外交防衛委員会で、12月8日に本会議で賛成223、反対15で可決され、国会の承認がされた。賛成会派は、自由民主党・国民の声、公明党、立憲民主党・市民クラブ、国民民主党・新緑風会、日本維新の会、希望の会（自由・社民）、希望の党、無所属の会、沖縄の風及び無所属の議員、反対会派は、日本共産党であった。
協定の批准の閣議決定は、2018年12月21日の閣議で行われた。

### EU
EUにおいて日EU戦略的パートナーシップ協定は、欧州議会の同意を要するとされ、2018年10月1日に欧州議会の国際関係委員会に付託され、11月21日に賛成47、反対2、棄権7で可決された。12月12日、欧州議会本会議は賛成535、反対84、棄権45で協定を承認した。
EU各国の締結状況は、2024年4月5日にアイルランドが手続を終了し、これにより、EUを離脱したイギリスを除く全参加国が手続を終了した。
2024年4月22日、欧州理事会は日EU戦略的パートナーシップ協定の締結を採択した。これにより協定の発効に向けたEU側の手続きが完了した。

## 発効
2024年11月1日、東京において、岩屋毅外務大臣、ジョセップ・ボレル・フォンテジェス欧州連合外務・安全保障政策上級代表兼欧州委員会副委員長との間で、日EU戦略的パートナーシップ協定の批准書等の交換が行われた。これにより、本協定は2025年1月1日に効力を生ずることとなった。なお2024年11月20日付官報号外第270号に日EU戦略的パートナーシップ協定の発効が外務省告示第372号として掲載された。
2025年1月1日、欧州理事会は日EU戦略的パートナーシップ協定が同日発効したと発表した。

## 効力発生及び効力発生までの間の適用
日EU戦略的パートナーシップ協定は、EUに加え全EU構成国が当事国であるため、協定第47条1により効力発生のためにはEUに加え全EU構成国による締結が必要であり、これが行われた日の属する月の翌々月の初日に効力を生ずることになっている。協定は、正式発効までの間、EUの権限の範囲内で暫定的に適用するとなっている。EU側の事情により設けられた規定であり、日本もＥＵが実施する範囲内で適用することとなる。この暫定的適用は、協定第47条2により日本の批准とＥＵの手続き完了のいずれか遅い日の属する月の翌々月の初日に開始される。
2018年12月21日、日本政府は、ベルギーのブリュッセルにおいて、「日本国と欧州連合及び欧州連合構成国との間の戦略的パートナーシップ協定」の日本国による批准の完了をEU側に通告した。EU側は、協定の効力発生までの間の適用に必要な関係する法的手続を完了した旨を2018年7月17日に日本側に通告しており2019年2月1日から協定の暫定的適用が開始される。

## 合同委員会の開催
2019年3月25日、日本の東京において日EU戦略的パートナーシップ協定（SPA）第1回合同委員会が開催された。民主主義、法の支配、人権、基本的自由等の共通の価値及び原則をうたう新たな国際約束である日EU・SPAの履行は、これにより，実質を伴うものになることが期待される。
その後、2020年1月31日に、ブリュッセルにおいて、第2回合同委員会が、2021年2月26日に、オンラインにより、第3回合同委員会が開催されている。